# Agaporomorphus knischi
Agaporomorphus knischi is een keversoort uit de familie waterroofkevers (Dytiscidae). De wetenschappelijke naam van de soort is voor het eerst geldig gepubliceerd in 1921 door Zimmermann.